# بازیل دین
بازیل دین (انگلیسی: Basil Dean; ۲۶ مارس ۱۸۸۷ – ۲۲ آوریل ۱۹۷۸) هنرپیشه، کارگردان فیلم، فیلم‌نامه‌نویس و تهیه‌کننده فیلم اهل انگلستان بود.

## گزیده فیلم‌شناسی

### تهیه‌کننده
- بازگشت شرلوک هلمز (فیلم ۱۹۲۹) (۱۹۲۹)
- فرار (فیلم ۱۹۳۰) (۱۹۳۰)
- پرنده‌های شکاری (فیلم ۱۹۳۰) (۱۹۳۰)
- نشانه چهار (فیلم ۱۹۳۲) (۱۹۳۲)
- ۲۱ روز (۱۹۴۰)

### کارگردان
- بازگشت شرلوک هلمز (فیلم ۱۹۲۹) (۱۹۲۹)
- فرار (فیلم ۱۹۳۰) (۱۹۳۰)
- پرنده‌های شکاری (فیلم ۱۹۳۰) (۱۹۳۰)
- ۲۱ روز (۱۹۴۰)